# Stempeln (Basteltechnik)
Stempeln ist eine Basteltechnik, bei der durch das Aufdrücken von Stempelformen auf eine Oberfläche, wie Papier, Stoff oder Holz, Muster oder Bilder erzeugt werden.

## Stempeln mit Gemüse
Stempeln mit Gemüse bezeichnet eine kreative Basteltechnik, bei der man mit Gemüse wie Kartoffeln, Stangensellerie oder Mais Stempel herstellt und diese zum Drucken verwendet. Kartoffeldruck ist eine beliebte Basteltechnik, bei der eine Kartoffel halbiert und mit einem Messer oder einer Plätzchenform in die Schnittfläche ein Motiv geschnitten oder gedrückt wird. Anschließend wird die Kartoffel mit Farbe versehen und auf Papier oder Stoff gedrückt.

## Embossing-Technik
Beim „Embossing“ (Englisch für „prägen“) hebt sich der Stempelabdruck reliefartig vom Papier ab und sieht dadurch wie geprägt aus. Erzielt wird dieser Effekt, indem ein Kunstharz-Pulver auf einen Stempelabdruck aus spezieller Tinte gestreut und anschließend bei 100 Grad geschmolzen wird.